# 한국의 고적지
다음은 한국의 고적지 목록이다.

## 시대/국가 별 고적지

### 선사시대
- 한국 선사시대 유적지

### 고구려
- 아차산성
- 오녀산성

### 백제
- 낙화암

### 신라
- 불국사
- 석굴암

### 고려시대
- 만월대

### 조선시대
- 경복궁
- 창덕궁
- 종묘
- 덕수궁
- 동대문
- 남대문
- 서대문

## 같이 보기
- 한국의 고분